# Norman Rockwell
Norman Rockwell (New York, 3 februari 1894 – Stockbridge (Massachusetts), 8 november 1978) was een Amerikaanse kunstschilder en illustrator.
Rockwell tekende veertig jaar lang de voorpagina's voor The Saturday Evening Post. Tot zijn bekendere thema's behoren:
- Willie Gillis, een gewone soldaat die een gewoon leven leidde en nooit in een gevecht terechtkwam.
- Rosie the Riveter, een vrouw die in de Amerikaanse defensie-industrie werkt.
- Saying Grace, korte gebeden.
- Four Freedoms, geschilderde voorpagina's met de vier vrijheden zoals deze door president Roosevelt waren verwoord. Over deze vrijheden realiseerde hij de volgende schilderijen: Freedom of Speech, Freedom of Worship, Freedom from Want en Freedom from Fear.

Ook heeft hij vele illustraties gemaakt voor de Boy Scouts of America.
Het Norman Rockwell Museum herbergt een groot deel van zijn artistieke nalatenschap.

## Voorbeelden van Rockwell's werk

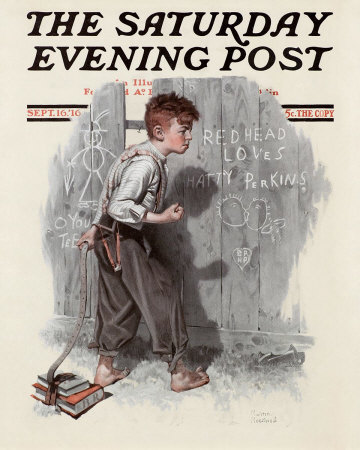
Redhead loves Hatty Perkins, 1916
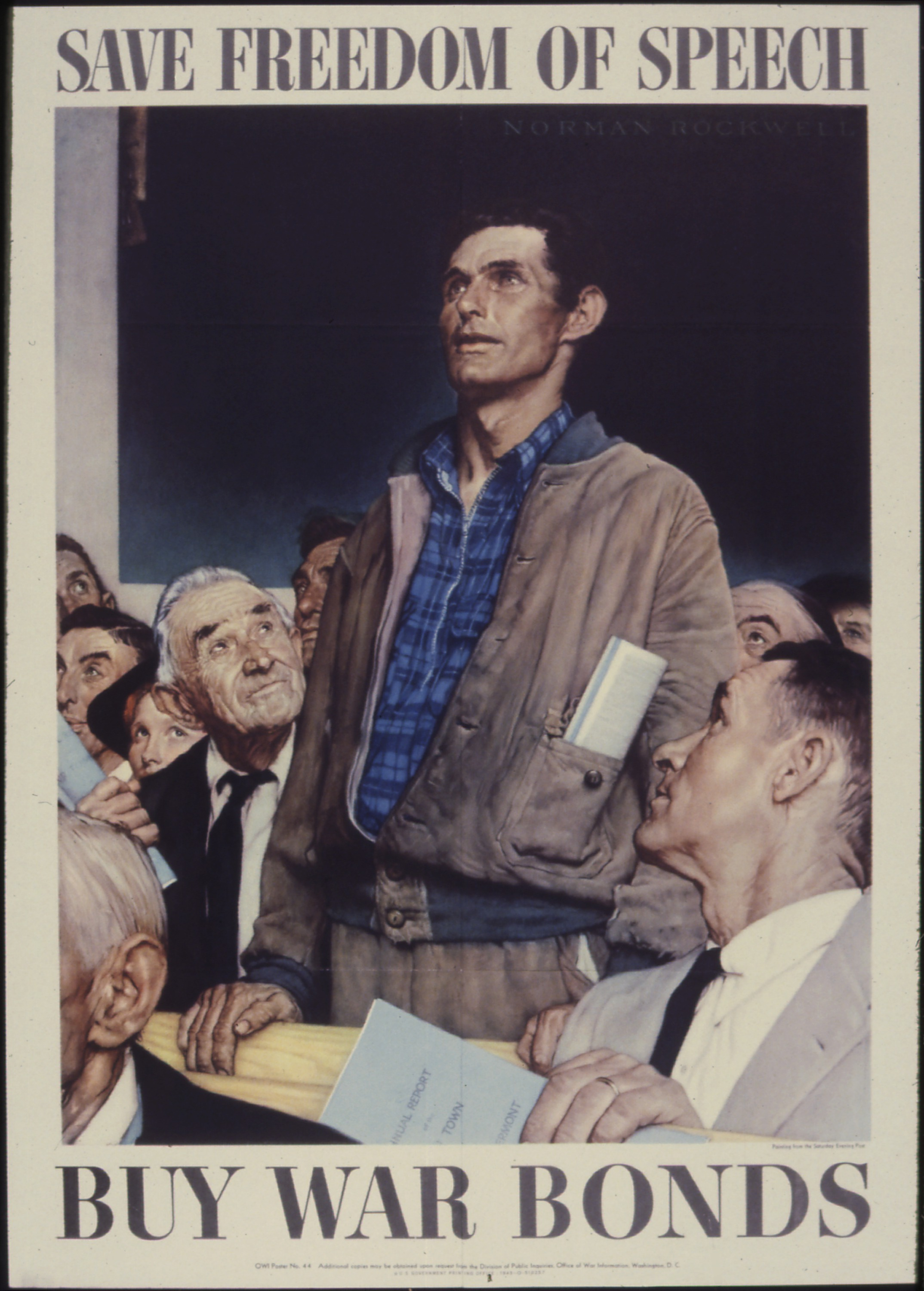
Save Freedom of Speech
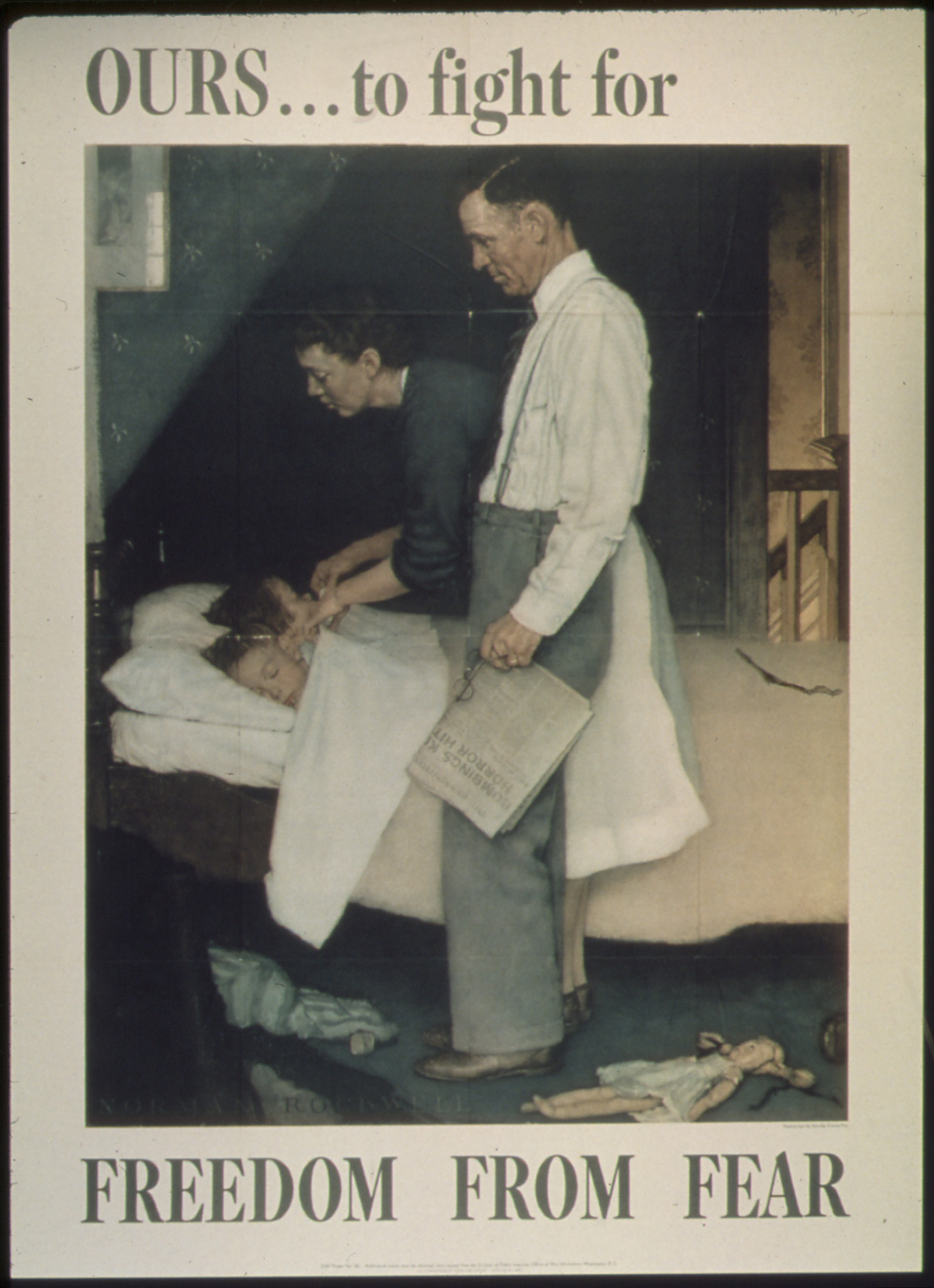
Freedom from Fear
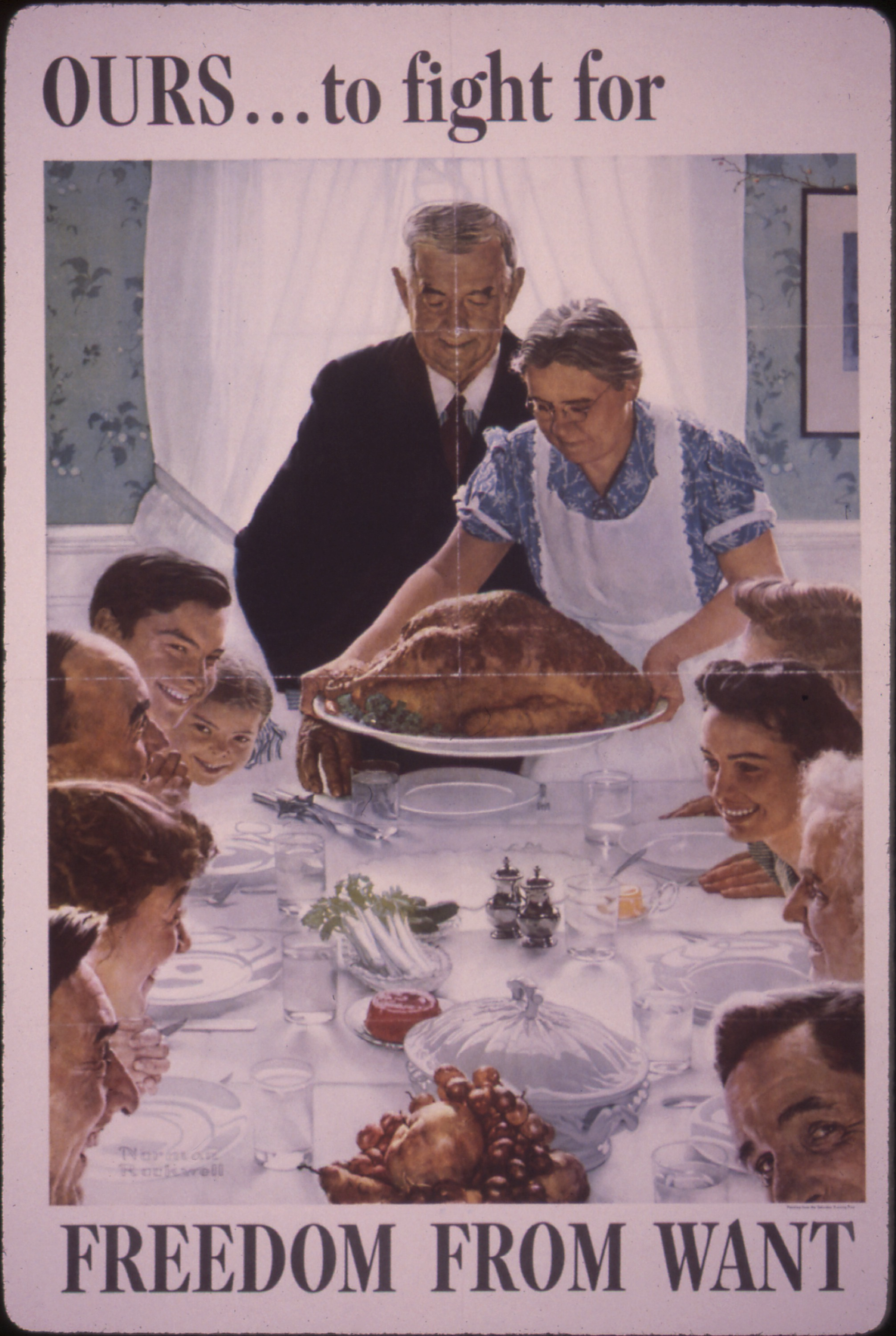
Freedom from Want
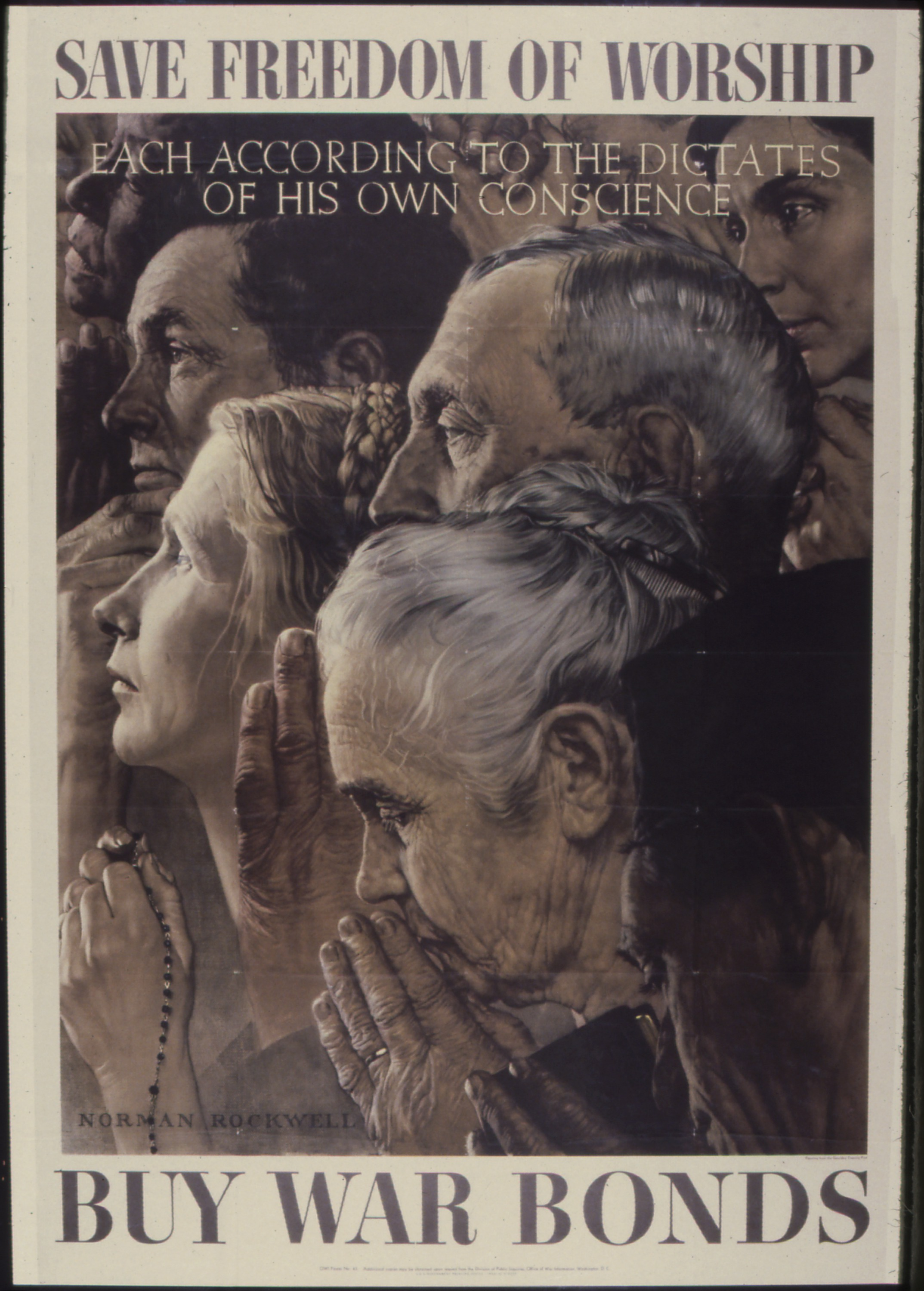
Freedom of Worship

- Bibsys: 90512957
- Bibliothèque nationale de France: cb12273437d (data)
- Catàleg d'autoritats de noms i títols de Catalunya: 981058512223606706
- Stuttgart Database of Scientific Illustrators 1450–1950: 1227
- Gemeinsame Normdatei: 119336510
- International Standard Name Identifier: 0000 0000 8207 015X
- KulturNav: b82ba80b-56d9-4c66-ab3f-cce742931f0e
- Library of Congress Control Number: n79039542
- Nationale Bibliotheek van Letland: 000276303
- National Archives and Records Administration: 10582093
- Bibliotheek van het Japanse parlement: 00454451
- Nationale Bibliotheek van Tsjechië: xx0078923
- Nationale bibliotheek van Australië: 35897046
- Nationale Bibliotheek van Israël: 987007267262405171
- Nationale Bibliotheek van Polen: a0000003640269
- Nationale en Universitaire bibliotheek Zagreb: 000465613
- Nederlandse Thesaurus van Auteursnamen: 068566522
- RKD-Nederlands Instituut voor Kunstgeschiedenis: 67481
- SNAC: w63g5crw
- Système universitaire de documentation: 031538541
- Museum of New Zealand Te Papa Tongarewa: 37545
- Trove: 1136333
- Union List of Artist Names: 500018505
- Virtual International Authority File: 25410361
- WorldCat: E39PBJvt9CyDxhV49vqXRWdCwC